# Fem Fina Föreställningar (filmbox)
Fem Fina Föreställningar är en 10-disc box från 2007 utgiven på DVD med de fem finaste föreställningarna utvalda av Galenskaparna och After Shave.

## Innehåll
Boxen innehåller följande föreställningarna:
- Stinsen brinner
- Grisen i säcken
- Lyckad nedfrysning av herr Moro
- Alla ska bada
- Kasinofeber

Innehåller även TV-filmen Åke från Åstol och turnéföreställningen Resan som blev av.
Extramaterial:
Stinsen brinner:
- En kväll bakom Stinsen brinner - en bakomfilm
- Pappa jag vill ha en italienare - musikvideo
- Eftersnack - lite skoj eftersnack i Stockholm
- Från säck till staty - funderingar om olika slut
- Appendix - om Knut Agnreds brustna blindtarm som ledde till Jahn Teigens inhopp

Grisen i säcken:
- Galenskaper - en dokumentär om de första 10 åren tillsammans
- Grisminnen - roliga och udda händelser på Lorensbergsteatern
- Frisörens sång - omgjord version av Povel Ramel
- Prolog - prolog som Claes Eriksson läste på Lorensbergsteaterns 75-årsjubileum

Lyckad nedfrysning av herr Moro:
- Epilog - efterprat för att förklara föreställningen
- Mera om Moro - en bakomfilm
- För snabb för sin egen kropp - om att Knut Agnred slet av hälsenan så att Håkan Johannesson fick hoppa in

Alla ska bada:
- Varför ska alla bada - en bakomfilm
- Tvätt - musikvideo med 4 kongos

Kasinofeber:
- Jubileumsvideo - klipp från alla produktioner
- Vilhelms film - musikvideo med Vilhelm Verner (Knut)
- Filips film - film om Filip Olsson i pausen (Claes)
- Jag vill bli din flickvän - musikvideo med Ladyshave
- 2 x Vilhelm Verner - om Dan Ekborgs inhopp istället för Knut Agnred
- Smakprov på fler DVD-utgåvor - lite andra DVD:er med Galenskaparna och After Shave

Åke från Åstol:
- Tillbaka till Åstol - Anders Eriksson och Knut Agnred pratar om Åkes födelse och kliv från krogshow till TV-film